# Priorité à l'ouverture

Molette de sélection de mode de style Nikon positionnée sur le mode priorité à l'ouverture (A).

La priorité à l'ouverture, souvent abrégée en A ou Av (de l'anglais Aperture value, valeur de l'ouverture) sur la molette de sélection de mode d'un appareil photo, est un mode de certains appareils photo qui permet à l'utilisateur de définir une valeur d'ouverture spécifique (nombre-f) tandis que l'appareil photo sélectionne la vitesse d'obturation correspondante, ce qui se traduira par une exposition appropriée en fonction des conditions d'éclairage mesurées par le posemètre de l’appareil photo. Ceci est différent du mode manuel (M), où l’utilisateur doit décider des deux valeurs, de la priorité à la vitesse (S) où l'utilisateur choisit une vitesse d’obturation, l'appareil photo sélectionnant l'ouverture appropriée, ou du mode programme (P) où l’appareil photo sélectionne les deux.

## Utilisations

### Profondeur de champ
Comme la profondeur de champ d’une image est inversement proportionnelle à la taille de l’ouverture de l’objectif, le mode priorité à l’ouverture est souvent utilisé pour permettre au photographe de contrôler la mise au point des objets dans le cadre. La priorité à l’ouverture est donc utile dans la photographie de paysage, par exemple, où l’on peut souhaiter que les objets au premier plan, à mi-distance et à l’arrière-plan soient tous rendus nets, tandis que la vitesse d'obturation n'a pas d’importance. Pour obtenir cette grande profondeur de champ, une ouverture faible (identifiée par un nombre-f élevé, par exemple f/16 ou f/22) est nécessaire. Le mode priorité à l’ouverture est également utilisé dans la photographie de portrait, où une grande ouverture (identifiée par un nombre-f faible, par exemple f/1.4 ou f/2.8) et donc une profondeur de champ plus faible peuvent être souhaitées pour rendre l'arrière-plan flou et moins gênant.

### Vitesse d’obturation
Une autre utilisation courante du mode priorité à l'ouverture est d'affecter indirectement la vitesse d’obturation pour obtenir l’effet souhaité. En photographie de paysage, un utilisateur peut sélectionner une ouverture faible lorsqu'il photographie une chute d'eau, de sorte que l’appareil photo sélectionne une vitesse d’obturation lente (pour permettre à une quantité suffisante de lumière d’atteindre le film ou le capteur pour une exposition correcte), provoquant ainsi un flou de l'eau à travers le cadre. Au contraire, une plus grande ouverture permet de raccourcir la vitesse d’obturation en réduisant le tremblement de la main lors d'une prise de photo sans trépied ou, alternativement, en sélectionnant une valeur d'ISO plus faible pour améliorer la qualité de l'image en réduisant le bruit. Lors de la prise de vue d’un portrait dans des conditions de faible éclairage, le photographe peut choisir d'ouvrir l'objectif à son ouverture maximale dans l’espoir d'obtenir suffisamment de lumière pour une bonne exposition tout en maintenant la vitesse d'obturation la plus courte possible pour réduire le flou.